# Thủy Trạch Tiết
Quẻ Thủy Trạch Tiết, đồ hình ||::|: còn gọi là quẻ Tiết (節 jie2), là quẻ thứ 60 trong Kinh Dịch.
- Nội quái là ☱ (||: 兌 dui4) Đoài hay Đầm (澤).
- Ngoại quái là ☵ (:|: 坎 kan3) Khảm hay Nước (水).

Giải nghĩa: Chỉ dã. Giảm chế. Ngăn ngừa, tiết độ, kiềm chế, giảm bớt, chừng mực, nhiều thì tràn. Trạch thượng hữu thủy chi tượng: trên đầm có nước.